# Nati nel 1811
| Questa pagina contiene informazioni ricavate automaticamente dalle voci biografiche con l'ausilio del template Bio e di un bot. L'aggiornamento è periodico e automatico e ricostruisce completamente la pagina. Se manca una persona in questa lista, sei pregato di non aggiungerla, ma accertati piuttosto che la sua voce biografica contenga il template Bio e che i dati anagrafici siano correttamente compilati. Se il template Bio manca, inseriscilo tu stesso o, in alternativa, metti l'avviso {{tmp\|Bio}} che ne segnala la mancanza. Se i dati riportati sono sbagliati, correggi direttamente la voce biografica; le modifiche saranno visibili in questa lista entro pochi giorni. Per chiarimenti vedi il progetto biografie. La lista contiene solo le 385 persone che sono citate nell'enciclopedia e per le quali è stato implementato correttamente il template Bio. Pagina aggiornata al 10 ago 2025. |

## Gennaio(37)
- 1º gennaio - Giambattista Pertile, giurista e teologo italiano († 1884)
- 3 gennaio - Franz von Rinecker, farmacologo tedesco († 1883)
- 6 gennaio - Giuseppe Campanelli, militare italiano († 1884)
- 6 gennaio - Salvatore Marchese, economista, giurista e politico italiano († 1880)
- 6 gennaio - Charles Sumner, avvocato, attivista e politico statunitense († 1874)
- 8 gennaio - Ernest Brudenell-Bruce, III marchese di Ailesbury, politico inglese († 1886)
- 8 gennaio - Léon Brunier, avvocato e politico francese († 1875)
- 8 gennaio - Franz Xaver von Paumgartten, generale austriaco († 1866)
- 8 gennaio - Louis François Auguste Souleyet, zoologo francese († 1852)
- 9 gennaio - Gilbert Abbott à Beckett, scrittore e drammaturgo britannico († 1856)
- 9 gennaio - Dominique Peyramale, presbitero francese († 1877)
- 10 gennaio - Melchior Paul von Deschwanden, pittore svizzero († 1881)
- 13 gennaio - Domingos José Gonçalves de Magalhães, diplomatico, medico e poeta brasiliano († 1882)
- 15 gennaio - Giuseppe Cafasso, presbitero italiano († 1860)
- 15 gennaio - Abby Kelley Foster, attivista statunitense († 1887)
- 16 gennaio - Johann Dzierzon, entomologo e zoologo polacco († 1906)
- 16 gennaio - Samuel Samoslav Vanko, pastore protestante e scrittore slovacco († 1854)
- 18 gennaio - Francesco Aggazzotti, avvocato, agronomo e enologo italiano († 1890)
- 18 gennaio - Édouard René de Laboulaye, giurista, politico e scrittore francese († 1883)
- 20 gennaio - Sigismondo Castromediano, patriota, archeologo e letterato italiano († 1895)
- 21 gennaio - Roderich Benedix, commediografo, attore teatrale e direttore teatrale tedesco († 1873)
- 21 gennaio - Annibale Capalti, cardinale italiano († 1877)
- 21 gennaio - James Hamilton, I duca di Abercorn, nobile e politico britannico († 1885)
- 22 gennaio - Vincent Eyre, ufficiale britannico († 1881)
- 22 gennaio - Paolo Griffini, generale e politico italiano († 1878)
- 22 gennaio - Gottfried von Neureuther, architetto tedesco († 1887)
- 26 gennaio - Patrizio Rizzotti, banchiere italiano († 1874)
- 26 gennaio - Robert Scott, grecista inglese († 1887)
- 27 gennaio - Ernst Dieffenbach, botanico tedesco († 1855)
- 27 gennaio - Veronica Murialdo, pittrice e ceramista italiana († 1892)
- 28 gennaio - Louis François Clairville, poeta e drammaturgo francese († 1879)
- 28 gennaio - Gaudenzio Gautieri, funzionario e politico italiano († 1858)
- 29 gennaio - Alexandre-Félix Alméras, politico svizzero († 1868)
- 29 gennaio - Vittorio della Rovere, fotografo e gesuita italiano († 1863)
- 30 gennaio - Felice Cantimorri, vescovo cattolico italiano († 1870)
- 30 gennaio - Philothée O'Neddy, poeta e scrittore francese († 1875)
- 30 gennaio - Constance Fox Talbot, fotografa britannica († 1880)

## Febbraio(34)
- 1º febbraio - Arthur Hallam, poeta inglese († 1833)
- 2 febbraio - Francesco Mazzuoli, vescovo cattolico italiano († 1890)
- 2 febbraio - Delia Bacon, scrittrice statunitense († 1859)
- 3 febbraio - Horace Greeley, politico e giornalista statunitense († 1872)
- 4 febbraio - Aristide Cavaillé-Coll, organaro francese († 1899)
- 4 febbraio - Pier Giuliano Eymard, presbitero e santo francese († 1868)
- 5 febbraio - Domenico Pasquale Cambiaso, pittore italiano († 1894)
- 5 febbraio - William Henry Harvey, botanico e medico irlandese († 1866)
- 6 febbraio - Henry Liddell, grecista e storico inglese († 1898)
- 8 febbraio - Edwin D. Morgan, politico statunitense († 1883)
- 9 febbraio - Giovanni Antonio Ambrosetti, imprenditore e politico italiano († 1873)
- 9 febbraio - John C. Bowers, imprenditore, organista e religioso statunitense († 1873)
- 10 febbraio - Angelo Valvassori, politico italiano († 1892)
- 11 febbraio - Benjamin Franklin Sands, ammiraglio statunitense († 1883)
- 11 febbraio - László Teleki, politico e scrittore ungherese († 1861)
- 12 febbraio - James Johnson, politico statunitense († 1891)
- 13 febbraio - François Achille Bazaine, generale francese († 1888)
- 13 febbraio - Raffaele Mezzanotte, politico e magistrato italiano († 1879)
- 13 febbraio - Luigi Tosti, abate, patriota e storico italiano († 1897)
- 15 febbraio - Ambrogio Binda, imprenditore italiano († 1874)
- 15 febbraio - Domingo Faustino Sarmiento, politico argentino († 1888)
- 16 febbraio - Béla Wenckheim, politico ungherese († 1879)
- 19 febbraio - William Hamilton, XI duca di Hamilton, nobile scozzese († 1863)
- 19 febbraio - Andreas Müller, pittore tedesco († 1890)
- 19 febbraio - Jules Sandeau, scrittore francese († 1883)
- 20 febbraio - Henry Hastings Sibley, politico statunitense († 1891)
- 23 febbraio - Jozef Pozdech, patriota e inventore slovacco († 1878)
- 24 febbraio - Edward Dickinson Baker, politico, militare e avvocato statunitense († 1861)
- 24 febbraio - Friedrich Daniel Bassermann, politico tedesco († 1855)
- 24 febbraio - Eugène-Melchior Péligot, chimico francese († 1890)
- 25 febbraio - Giuseppe Alinovi, pittore italiano († 1848)
- 25 febbraio - Gaspare Botto, matematico italiano († 1892)
- 27 febbraio - Katharina Tomaselli, soprano e attrice teatrale austriaca († 1857)
- 28 febbraio - Ferdinando Salvatore Dino, politico italiano († 1891)

## Marzo(35)
- 3 marzo - Luigi Bonazzi, storico e attore teatrale italiano († 1879)
- 4 marzo - Cesare Bernardini, politico italiano († 1882)
- 4 marzo - John Lawrence, I barone Lawrence, politico britannico († 1879)
- 7 marzo - Giuseppe Ferrari, filosofo, storico e politico italiano († 1876)
- 8 marzo - Luigi Bonelli, politico, magistrato e avvocato italiano († 1892)
- 9 marzo - Ernst Hähnel, scultore tedesco († 1891)
- 9 marzo - Jeanne Émilie de Villeneuve, religiosa francese († 1854)
- 11 marzo - Urbain Le Verrier, matematico e astronomo francese († 1877)
- 11 marzo - José Benito Serra, vescovo cattolico spagnolo († 1886)
- 12 marzo - Louis de Talleyrand-Périgord, nobile e politico francese († 1898)
- 13 marzo - Leandro Gómez, militare uruguaiano († 1865)
- 13 marzo - Paolo Marzolo, medico e linguista italiano († 1868)
- 13 marzo - Camille-Marie Stamaty, pianista e compositore greco († 1870)
- 17 marzo - Karl Ferdinand Gutzkow, scrittore, drammaturgo e giornalista tedesco († 1878)
- 19 marzo - Carlo Maria Bracorens di Savoiroux, nobile e generale italiano († 1876)
- 19 marzo - Josef Kling, compositore di scacchi tedesco († 1876)
- 19 marzo - Giuseppe Ravizza, inventore italiano († 1885)
- 20 marzo - George Caleb Bingham, pittore statunitense († 1879)
- 20 marzo - Napoleone II di Francia, francese († 1832)
- 20 marzo - Otto Kohlrausch, chirurgo tedesco († 1854)
- 21 marzo - Giuseppe Argenti, scultore italiano († 1876)
- 21 marzo - Fanny Lewald, scrittrice e saggista tedesca († 1889)
- 22 marzo - Sakuma Shōzan, politico giapponese († 1864)
- 23 marzo - Raffaele Aloisio, pittore italiano († 1892)
- 23 marzo - Ruggero Luigi Emidio Antici Mattei, cardinale e patriarca cattolico italiano († 1883)
- 23 marzo - Wilhelm Taubert, pianista, compositore e direttore d'orchestra tedesco († 1891)
- 25 marzo - Atanasio Canata, religioso, letterato e educatore italiano († 1867)
- 25 marzo - Karol Štúr, poeta, pastore protestante e insegnante slovacco († 1851)
- 27 marzo - William Bagot, III barone Bagot, politico inglese († 1887)
- 27 marzo - Edward William Cooke, pittore e geologo britannico († 1880)
- 28 marzo - Pasquale Loschiavo, politico italiano († 1877)
- 28 marzo - Giovanni Nepomuceno Neumann, vescovo cattolico boemo († 1860)
- 30 marzo - Pier Angelo Fiorentino, drammaturgo, giornalista e poeta italiano († 1864)
- 31 marzo - Robert Wilhelm Bunsen, chimico e fisico tedesco († 1899)
- 31 marzo - Giuseppe da Igualada, presbitero spagnolo († 1871)

## Aprile(28)
- 1º aprile - Carlo Morbio, bibliografo, storico e numismatico italiano († 1881)
- 2 aprile - Antonio Caveri, politico e giurista italiano († 1870)
- 3 aprile - Giuseppe Poggi, architetto e ingegnere italiano († 1901)
- 3 aprile - Angelo Vegni, scienziato, mecenate e filantropo italiano († 1883)
- 5 aprile - Maria Brignole Sale De Ferrari, filantropa italiana († 1888)
- 5 aprile - Jules Dupré, pittore francese († 1889)
- 5 aprile - Germain Metternich, militare e rivoluzionario tedesco († 1862)
- 6 aprile - Giuseppe Desimone, politico e magistrato italiano († 1894)
- 7 aprile - Franz Joseph Rudigier, vescovo cattolico austriaco († 1884)
- 9 aprile - Joseph Kleutgen, religioso e teologo tedesco († 1883)
- 10 aprile - Charlotte Anne Thynne, nobildonna inglese († 1895)
- 11 aprile - Antonio Arcioni, patriota e militare svizzero († 1859)
- 11 aprile - Emmanuel Servais, politico lussemburghese († 1890)
- 14 aprile - Félix Le Couppey, pianista e compositore francese († 1887)
- 15 aprile - Costantino Cumano, medico, politico e numismatico italiano († 1873)
- 15 aprile - Katarina Ivanović, pittrice serba († 1882)
- 16 aprile - Émilien de Nieuwerkerke, scultore, collezionista d'arte e funzionario francese († 1892)
- 16 aprile - Antonio Caimi, pittore e storico dell'arte italiano († 1878)
- 16 aprile - Giuseppe Formisano, vescovo cattolico italiano († 1890)
- 18 aprile - Friedrich Dahn, attore teatrale tedesco († 1889)
- 18 aprile - Octave Penguilly L'Haridon, pittore francese († 1872)
- 18 aprile - Cristoforo Moia, politico italiano († 1858)
- 18 aprile - Hugo Reid, statunitense († 1852)
- 19 aprile - Angelo Raffaele Lacerenza, patriota, medico e militare italiano († 1889)
- 21 aprile - Ludovico Ideo, vescovo cattolico italiano († 1880)
- 22 aprile - Ludwig Otto Hesse, matematico tedesco († 1882)
- 27 aprile - Giuseppe Sapeto, missionario e esploratore italiano († 1895)
- 28 aprile - Stanislao Bianciardi, pedagogista italiano († 1868)

## Maggio(27)
- 1º maggio - Filippo Cordova, patriota, giurista e politico italiano († 1868)
- 5 maggio - Eugène Cormon, drammaturgo e librettista francese († 1903)
- 5 maggio - John William Draper, scienziato, filosofo e fisico britannico († 1882)
- 11 maggio - Chang ed Eng Bunker, siamese († 1874)
- 11 maggio - Jean-Jacques Challet-Venel, politico svizzero († 1893)
- 11 maggio - Filippo Coletti, baritono italiano († 1894)
- 13 maggio - Juan Bautista Ceballos, politico messicano († 1859)
- 14 maggio - Abraham C. Myers, militare statunitense († 1889)
- 15 maggio - Jean-Baptiste Pitois, letterato e esoterista francese († 1877)
- 15 maggio - Georg von Vincke, politico prussiano († 1875)
- 16 maggio - Pietro Salis, politico italiano († 1901)
- 17 maggio - Giuseppe Maria Maragioglio, vescovo cattolico italiano († 1888)
- 20 maggio - Alfred Domett, poeta e politico neozelandese († 1887)
- 20 maggio - Odoardo Fantacchiotti, scultore italiano († 1877)
- 20 maggio - Pietro Savi, botanico italiano († 1871)
- 21 maggio - Joseph Jacquier-Châtrier, politico francese († 1876)
- 22 maggio - Giulia Grisi, soprano italiano († 1869)
- 22 maggio - Henry Pelham-Clinton, V duca di Newcastle, politico britannico († 1864)
- 23 maggio - José de Salamanca y Mayol, politico e imprenditore spagnolo († 1883)
- 25 maggio - François Achille Longet, fisiologo e anatomista francese († 1871)
- 25 maggio - Alois Pokorny von Fürstenschild, generale austriaco († 1876)
- 25 maggio - Leopoldo Tarantini, politico, avvocato e librettista italiano († 1882)
- 26 maggio - Luigi Sodo, vescovo cattolico italiano († 1895)
- 27 maggio - Maria Giuseppa Rossello, religiosa italiana († 1880)
- 28 maggio - Luigi Gusmaroli, patriota e religioso italiano († 1872)
- 30 maggio - Andrea Verga, medico e politico italiano († 1895)
- 31 maggio - Alfredo di Salm-Reifferscheid-Dyck, principe, politico e militare tedesco († 1888)

## Giugno(20)
- 1º giugno - Nicola de Luca, prefetto e politico italiano († 1885)
- 2 giugno - Pierre-Simon de Dreux-Brézé, vescovo cattolico francese († 1893)
- 5 giugno - Luisa Amelia di Baden, nobile e principessa svedese († 1854)
- 7 giugno - James Young Simpson, medico britannico († 1870)
- 8 giugno - Carl Johan Thyselius, politico svedese († 1891)
- 11 giugno - Vissarion Grigor'evič Belinskij, filosofo e critico letterario russo († 1848)
- 13 giugno - Fredrik Ferdinand Carlson, storico svedese († 1887)
- 14 giugno - Antoni Patek, orologiaio e imprenditore polacco († 1877)
- 14 giugno - Harriet Beecher Stowe, scrittrice e attivista statunitense († 1896)
- 15 giugno - Achille Calzi, incisore, miniatore e pittore italiano († 1850)
- 16 giugno - Saliha Sultan, principessa ottomana († 1843)
- 17 giugno - Marco Formentini, storico e economista italiano († 1883)
- 17 giugno - Jón Sigurðsson, politico islandese († 1879)
- 17 giugno - Adolphe d'Ennery, scrittore, drammaturgo e librettista francese († 1899)
- 20 giugno - Carlo Matteucci, fisico, fisiologo e politico italiano († 1868)
- 21 giugno - Horatio King, politico statunitense († 1897)
- 24 giugno - John Archibald Campbell, politico, militare e giurista statunitense († 1889)
- 24 giugno - Carlo Savio, vescovo cattolico italiano († 1881)
- 25 giugno - John William Casilear, pittore e incisore statunitense († 1893)
- 29 giugno - Giovanni Maria Borri, pittore italiano († 1876)

## Luglio(28)
- 3 luglio - Bartolomeo d'Avanzo, cardinale e vescovo cattolico italiano († 1884)
- 6 luglio - Zelindo Ciro Boddi, politico italiano († 1879)
- 7 luglio - Baldassarre Mongenet, politico italiano († 1885)
- 7 luglio - Max Zimmermann, pittore e litografo tedesco († 1878)
- 10 luglio - Vincenzo De Vit, lessicografo e latinista italiano († 1892)
- 11 luglio - Alfred Greenwood, politico statunitense († 1889)
- 11 luglio - William Robert Grove, chimico e giurista gallese († 1896)
- 11 luglio - Johann Georg von Hahn, diplomatico e filologo austriaco († 1869)
- 12 luglio - Frédéric Henri Le Normand de Lourmel, generale francese († 1854)
- 13 luglio - Carlo Augusto Brunetta d'Usseaux, generale italiano († 1863)
- 13 luglio - Eugenio Salomone Camerini, letterato e giornalista italiano († 1875)
- 13 luglio - George Gilbert Scott, architetto britannico († 1878)
- 13 luglio - James Young, chimico scozzese († 1883)
- 15 luglio - Lampridio Giovanardi, ingegnere e incisore italiano († 1878)
- 17 luglio - César Daly, architetto francese († 1894)
- 17 luglio - Saverio Grisei, patriota italiano († 1876)
- 17 luglio - Josceline Percy, ammiraglio e militare britannico († 1881)
- 18 luglio - James Bateman, botanico inglese († 1897)
- 18 luglio - William Makepeace Thackeray, scrittore britannico († 1863)
- 18 luglio - Karl Ludwig von Littrow, astronomo austriaco († 1877)
- 19 luglio - Joseph Lambert Massart, violinista belga († 1892)
- 19 luglio - Edmund Zichy, nobile e politico ungherese († 1894)
- 20 luglio - James Bruce, VIII conte di Elgin, nobile e diplomatico scozzese († 1863)
- 21 luglio - Nicola Trudi, matematico italiano († 1884)
- 23 luglio - Luigi Chiesi, avvocato, patriota e politico italiano († 1884)
- 24 luglio - William Brady, politico statunitense († 1870)
- 30 luglio - Giuseppe Meneghini, naturalista e politico italiano († 1889)
- 31 luglio - Jane Currie Blaikie Hoge, infermiera e filantropa statunitense († 1890)

## Agosto(24)
- 1º agosto - Karl von Blumenthal, generale tedesco († 1903)
- 3 agosto - Elisha Otis, inventore e imprenditore statunitense († 1861)
- 5 agosto - Ambroise Thomas, compositore francese († 1896)
- 6 agosto - Judah Philip Benjamin, politico statunitense († 1884)
- 7 agosto - Carolina Bonafede, scrittrice e biografa italiana († 1888)
- 7 agosto - Adolf Christen, regista teatrale tedesco († 1883)
- 7 agosto - Gaetano Sanseverino, presbitero, teologo e filosofo italiano († 1865)
- 8 agosto - Enrico Cialdini, nobile, generale e diplomatico italiano († 1892)
- 11 agosto - Jeptha Homer Wade, imprenditore statunitense († 1890)
- 12 agosto - Eldred Pottinger, militare inglese († 1843)
- 13 agosto - Charles Joseph Louis de Tascher de La Pagerie, politico e nobile francese († 1869)
- 16 agosto - Giacomo Antonio Colli, vescovo cattolico italiano († 1872)
- 16 agosto - Emilio Pugliese, poeta, rivoluzionario e patriota italiano († 1852)
- 17 agosto - Johannes Cornelius Gerardus Boot, latinista e grecista olandese († 1901)
- 18 agosto - Adelina Spech Salvi, cantante lirica italiana († 1886)
- 18 agosto - Samuel Tickell, artista e ornitologo britannico († 1875)
- 18 agosto - Paolo Emilio Tulelli, presbitero, filosofo e educatore italiano († 1884)
- 20 agosto - Ludwig von Fautz, ammiraglio austriaco († 1880)
- 21 agosto - Joseph Derenbourg, storico, orientalista e traduttore tedesco († 1895)
- 21 agosto - William Kelly, inventore statunitense († 1888)
- 22 agosto - Giovanni Kobler, storico italiano († 1893)
- 23 agosto - Auguste Bravais, fisico, cristallografo e meteorologo francese († 1863)
- 25 agosto - August Gottfried Ritter, compositore e organista tedesco († 1885)
- 30 agosto - Théophile Gautier, scrittore, poeta e giornalista francese († 1872)

## Settembre(25)
- 2 settembre - Jacob Christian Jacobsen, imprenditore e filantropo danese († 1887)
- 2 settembre - Antolín Monescillo y Viso, cardinale e arcivescovo cattolico spagnolo († 1897)
- 3 settembre - Grégoire Coffinières de Nordeck, generale francese († 1887)
- 4 settembre - Carlo Gemelli, patriota, storico e letterato italiano († 1886)
- 7 settembre - Carlo Antonio di Hohenzollern-Sigmaringen, principe († 1885)
- 11 settembre - Ludwig Julius Budge, fisiologo tedesco († 1888)
- 12 settembre - James Hall, geologo e paleontologo statunitense († 1898)
- 12 settembre - Max Haushofer, pittore tedesco († 1866)
- 12 settembre - Amédée Laurans des Ondes, militare francese († 1859)
- 12 settembre - Ida del Liechtenstein, principessa austriaca († 1884)
- 13 settembre - Emmanuel Félix de Wimpffen, generale francese († 1884)
- 16 settembre - Johan Erhard Areschoug, botanico svedese († 1887)
- 17 settembre - Domenico Guadalupi, arcivescovo cattolico italiano († 1878)
- 17 settembre - Charles de Morny, nobile, politico e imprenditore francese († 1865)
- 18 settembre - Muhammad II ibn al-Husayn, tunisino († 1859)
- 19 settembre - Bernhard Eunom Philippi, esploratore, naturalista e diplomatico tedesco († 1852)
- 19 settembre - Orson Pratt, presbitero statunitense († 1881)
- 20 settembre - Matteo Eustachio Gonella, cardinale e arcivescovo cattolico italiano († 1870)
- 20 settembre - Orso Serra, politico italiano († 1882)
- 21 settembre - William Bell Scott, pittore e poeta scozzese († 1890)
- 22 settembre - Michal Miloslav Hodža, linguista, poeta e pastore protestante slovacco († 1870)
- 24 settembre - Francesco Miniscalchi Erizzo, politico, geografo e filologo italiano († 1875)
- 28 settembre - Friedrich Karl Franz Hecker, rivoluzionario tedesco († 1881)
- 30 settembre - Claude Théodore Decaen, generale francese († 1870)
- 30 settembre - Augusta di Sassonia-Weimar-Eisenach, principessa e imperatrice († 1890)

## Ottobre(33)
- 2 ottobre - Francesco De Luca, avvocato, politico e patriota italiano († 1875)
- 5 ottobre - Moritz Richard Schomburgk, botanico tedesco († 1891)
- 6 ottobre - Amely Bölte, scrittrice tedesca († 1891)
- 6 ottobre - Marie-Rose Durocher, religiosa canadese († 1849)
- 7 ottobre - Nicola Rocco, giurista italiano († 1877)
- 8 ottobre - Moritz von Bethmann, banchiere tedesco († 1877)
- 8 ottobre - George Bowyer, VII baronetto, politico inglese († 1883)
- 9 ottobre - Federica di Schleswig-Holstein-Sonderburg-Glücksburg, duchessa († 1902)
- 10 ottobre - William Brydon, militare e medico britannico († 1873)
- 12 ottobre - Thomas Caverhill Jerdon, medico, botanico e zoologo britannico († 1872)
- 12 ottobre - Gioacchino Saluzzo, imprenditore e politico italiano († 1874)
- 13 ottobre - Henri Rosellen, pianista, compositore e insegnante francese († 1876)
- 16 ottobre - Gaetano Capocci, compositore e organista italiano († 1898)
- 16 ottobre - Friedrich Wilhelm Kohl, pittore tedesco († 1864)
- 19 ottobre - Francesco Antonio Mazziotti, patriota e politico italiano († 1878)
- 19 ottobre - Andreas Munch, poeta e drammaturgo norvegese († 1884)
- 19 ottobre - Friedrich Wieseler, filologo classico e archeologo tedesco († 1892)
- 21 ottobre - Filippo Colini, baritono italiano († 1863)
- 21 ottobre - Alphonse Du Breuil, botanico francese († 1890)
- 22 ottobre - Franz Liszt, compositore, pianista e direttore d'orchestra ungherese († 1886)
- 23 ottobre - Orazio Antinori, esploratore italiano († 1882)
- 24 ottobre - Ferdinand Hiller, compositore, direttore d'orchestra e critico musicale tedesco († 1885)
- 24 ottobre - Friedrich Anton Wilhelm Miquel, botanico olandese († 1871)
- 24 ottobre - Antonio Montanari, politico e saggista italiano († 1898)
- 24 ottobre - Georg August Wallin, orientalista e esploratore finlandese († 1852)
- 25 ottobre - Évariste Galois, matematico francese († 1832)
- 25 ottobre - Carl Morgenstern, pittore tedesco († 1893)
- 27 ottobre - Pierre Étienne Simon Duchartre, botanico francese († 1894)
- 27 ottobre - Stevens Mason, politico statunitense († 1843)
- 27 ottobre - Isaac Merritt Singer, inventore e imprenditore statunitense († 1875)
- 29 ottobre - Louis Blanc, storico e politico francese († 1882)
- 29 ottobre - Adalberto di Prussia, nobile tedesco († 1873)
- 29 ottobre - Tito I Ricordi, editore italiano († 1888)

## Novembre(34)
- 1º novembre - Frances Miriam Whitcher, scrittrice e umorista statunitense († 1852)
- 1º novembre - Giovanni Venerucci, patriota italiano († 1844)
- 2 novembre - Evgenij Grigor'evič Gagarin, politico russo († 1886)
- 4 novembre - Sebastiano di Borbone-Spagna, generale spagnolo († 1875)
- 4 novembre - Giulio Porro Lambertenghi, patriota e storico italiano († 1885)
- 5 novembre - George Browne, architetto irlandese († 1885)
- 6 novembre - Giovanni Flechia, glottologo e indologo italiano († 1892)
- 6 novembre - Markijan Semenovyč Šaškevyč, poeta e scrittore ucraino († 1843)
- 7 novembre - Richard Collinson, ufficiale e esploratore inglese († 1883)
- 7 novembre - Karel Jaromír Erben, filologo e poeta ceco († 1870)
- 8 novembre - John Montagu, VII conte di Sandwich, nobile e politico inglese († 1884)
- 9 novembre - Carlo Brandani, fantino italiano († 1888)
- 10 novembre - Antonio Brady, naturalista, geologo e paleontologo britannico († 1881)
- 10 novembre - Alfonso Mathis, politico italiano († 1898)
- 10 novembre - Carlo Ferdinando di Borbone-Due Sicilie, principe italiano († 1862)
- 11 novembre - François Delsarte, tenore e insegnante francese († 1871)
- 11 novembre - Benjamin McCulloch, generale e politico statunitense († 1862)
- 11 novembre - Auguste Ottin, scultore francese († 1890)
- 12 novembre - Vito d'Ondes Reggio, politico, giornalista e patriota italiano († 1885)
- 16 novembre - Michail Ivanovič Lebedev, pittore russo († 1837)
- 17 novembre - Carlo Erba, farmacista e imprenditore italiano († 1888)
- 17 novembre - Émilien Pacini, drammaturgo e librettista francese († 1898)
- 20 novembre - Giovanni Froscianti, patriota italiano († 1885)
- 20 novembre - Amédée Greyfié de Bellecombe, politico francese († 1879)
- 21 novembre - Quintino Guanciali, scrittore e bibliotecario italiano († 1883)
- 21 novembre - Zeng Guofan, generale, politico e nobile cinese († 1872)
- 24 novembre - Ditlev Gothard Monrad, politico e vescovo danese († 1887)
- 26 novembre - Franz Brendel, musicologo e critico musicale tedesco († 1868)
- 26 novembre - Alexander von Huebner, diplomatico, scrittore e nobile austriaco († 1892)
- 27 novembre - Emmanuele Rocco, filologo italiano († 1892)
- 28 novembre - Ignazio Marini, basso italiano († 1873)
- 28 novembre - Oscar Patric Sturzen-Becker, scrittore svedese († 1869)
- 29 novembre - Wendell Phillips, avvocato, oratore e attivista statunitense († 1884)
- 30 novembre - Alfred Hardy, dermatologo francese († 1893)

## Dicembre(23)
- 1º dicembre - Andrea D'Antoni, pittore italiano († 1868)
- 1º dicembre - Benjamin Davis Wilson, politico statunitense († 1878)
- 3 dicembre - Eduard Bendemann, pittore tedesco († 1889)
- 3 dicembre - Silvestro La Farina, patriota e politico italiano († 1877)
- 5 dicembre - Arthur-Marie Le Hir, biblista, orientalista e presbitero francese († 1868)
- 6 dicembre - Justus Carl Hasskarl, botanico e esploratore tedesco († 1894)
- 10 dicembre - Ambrogio Longoni, politico e militare italiano († 1890)
- 10 dicembre - Antonino Plutino, politico, patriota e militare italiano († 1872)
- 11 dicembre - Pierre Alexandre Lenormand de Bretteville, militare francese († 1884)
- 13 dicembre - Maximilian von Arco-Zinneberg, nobile austriaco († 1885)
- 14 dicembre - Noah Porter, filosofo statunitense († 1892)
- 14 dicembre - Urânia Vanério, insegnante, traduttrice e scrittrice brasiliana († 1849)
- 16 dicembre - Baldassarre Paoli, magistrato, giurista e politico italiano († 1889)
- 20 dicembre - Inácio do Nascimento Morais Cardoso, cardinale e patriarca cattolico portoghese († 1883)
- 20 dicembre - Miguel Payá y Rico, cardinale e arcivescovo cattolico spagnolo († 1891)
- 20 dicembre - Karl Bogislaus Reichert, anatomista e biologo tedesco († 1883)
- 21 dicembre - Archibald Campbell Tait, arcivescovo anglicano e teologo britannico († 1882)
- 22 dicembre - Leopold von Sternberg, generale austriaco († 1899)
- 23 dicembre - Domenico Elena, prefetto e politico italiano († 1879)
- 25 dicembre - Wilhelm Emmanuel von Ketteler, vescovo cattolico, teologo e politico tedesco († 1877)
- 29 dicembre - Heinrich Andreas Christoph Havernick, teologo tedesco († 1845)
- 29 dicembre - Francisco Palau y Quer, presbitero spagnolo († 1872)
- 30 dicembre - Callimaco Zambianchi, patriota italiano († 1862)

## Senza giorno specificato(37)
- Louis Victor Aclocque de Saint-André, pittore francese
- Mattia Azzarelli, matematico italiano († 1897)
- Antonio Battaglia Avola, avvocato e politico italiano
- Urbano Bini, politico italiano
- Pietro Boschi, avvocato, prefetto e politico italiano († 1887)
- Bonaventura Buttini, politico italiano († 1860)
- Carlo Nicola Carnevali, architetto italiano († 1885)
- Giovanni Chiarle, politico italiano († 1876)
- Cesare Cobianchi, politico italiano († 1867)
- Enrico Cordero di Montezemolo, politico italiano († 1887)
- Michele Corinaldi, politico italiano († 1874)
- Nestore Corradi, scultore, miniaturista e scenografo italiano († 1891)
- Giuseppe Corrias, politico italiano († 1890)
- Henri Delaborde, critico d'arte e pittore francese († 1899)
- Claude Marie Ferrier, fotografo francese († 1889)
- Diomīdīs Kiriakos, politico e scrittore greco († 1869)
- Andreas Laskaratos, scrittore greco († 1901)
- Benjamin Lumley, impresario teatrale e avvocato britannico († 1875)
- Giuseppe Marimonti, storico italiano
- Paolo Maspero, medico e letterato italiano († 1896)
- Mütercim Mehmed Rüşdi Pascià, politico ottomano († 1882)
- Ulrich Ochsenbein, avvocato, politico e militare svizzero († 1879)
- Elisa Orlandi, soprano italiano († 1834)
- Giuseppe Ottonelli, religioso e patriota italiano († 1899)
- William Palmer, teologo britannico († 1879)
- John Whitehead Peard, avvocato e militare britannico († 1880)
- Giuseppe Pezzarossa, presbitero e filosofo italiano († 1875)
- Enrico Polliotti, politico italiano († 1870)
- Raden Saleh, pittore indonesiano († 1880)
- Pierre Étienne Rémillieux, pittore francese († 1856)
- Giuseppe Ricci, militare e politico italiano († 1881)
- Giuseppe Rillosi, pittore italiano († 1884)
- Francisco Robles, politico ecuadoriano († 1893)
- Luigi Samoggia, pittore e restauratore italiano († 1904)
- Carlo Baldassarre Simelli, pittore e fotografo italiano
- Sālote Lupepau'u, regina tongana († 1889)
- Jacob Whitman Bailey, naturalista e botanico statunitense († 1857)